# La Vallée des chevaux
La Vallée des chevaux (titre original : The Valley of Horses) est le deuxième volume de la saga Les Enfants de la Terre, de la romancière américaine Jean M. Auel. Il est paru en 1982.

## Résumé
Tout juste bannie du Clan, Ayla erre en subsistant sans rencontrer d'hommes semblables à elle jusqu'à ce qu'elle trouve une grotte, habitation provisoire pour l'hiver, pense-t-elle. Perfectionnant des techniques en tout genre, elle transforme sa grotte en véritable foyer, et, lors d'une chasse, recueille une pouliche qu'elle apprivoise et nomme Whinney (comme un hennissement). Puis un lionceau blessé rejoint la grotte et elle l'apprivoise à son tour, et elle l'appelle Bébé.
Ayla est partagée entre son bien-être dans sa grotte et son désir de rencontrer ses semblables. Lors d'une chasse, elle secourt deux hommes lui ressemblant, mais l'un meurt, tué par Bébé, devenu un lion presque adulte. Ayla soigne l'autre, qui, malgré les très graves blessures infligées par le lion, va survivre. Pendant sa convalescence, Ayla pressent que cet homme, nommé Jondalar, est à bien des égards plus évolué qu'elle. Il lui inculque son langage et son histoire (l'homme mort était son frère avec lequel il voyageait). Ils s'éprennent l'un de l'autre et deviennent un couple. La jument accouche d'un poulain qu'ils nomment Rapide. Ils décident d'abandonner la grotte et de continuer ensemble avec les chevaux (le lion étant retourné à la vie sauvage) le voyage de Jondalar, bien que celui-ci craigne les réactions de leurs semblables face au passé d'Ayla, les Homo sapiens considérant les hommes du Clan comme des animaux.

## Personnages
- Ayla, l'héroïne principale, jeune fille sapiens.
- Bébé, un lion des cavernes qu'elle a adopté.
- Whinney, une jument qu'elle a adoptée (Whinney s'appelait Crinière dans la première traduction française).
- Rapide, le poulain de Whinney.
- Jondalar, son futur compagnon.
- Thonolan, frère de Jondalar, qui meurt, tué par Bébé, avant de rencontrer Ayla.

## Romans de la série
- Les Enfants de la Terre :

1. Le Clan de l'Ours des Cavernes
2. La Vallée des chevaux
3. Les Chasseurs de mammouths
4. Le Grand Voyage
5. Les Refuges de pierre
6. Le Pays des Grottes Sacrées